# Beasts of the Southern Wild
Beasts of the Southern Wild är en amerikansk dramafilm från 2012, i regi av Benh Zeitlin. Manuset är skrivet av Zeitlin och Lucy Alibar och är baserat på Alibars pjäs Juicy and Delicious. Filmen visas genom sexåriga Hushpuppys ögon och skildrar hennes uppväxt i USA:s fattigaste delar i Louisiana. Samtidigt som hennes pappa "Wink" blir sjuk drabbas området av en omfattande storm som lämnar alla byggnader under vattenytan. Hushpuppy inser att hennes tillvaro håller på att förändras och aldrig kommer att bli sig lik igen.
Beasts of the Southern Wild är en lågbudgetproduktion gjord av en debuterande regissör och med amatörskådespelare i båda huvudrollerna. Filmen har vunnit flera priser, bland annat Caméra d'Or och FIPRESCI-priset  på Filmfestivalen i Cannes 2012. Den har nominerats till Bästa manus baserat på förlaga vid British Academy Film Awards 2013.

## Handling
Hushpuppy bor i en fattig bayou-miljö i södra Louisiana som fått namnet "Badkaret" engelska: "the Bathtub"). Denna är en liten stad/bygd som skurits av från omvärlden genom en flodvall och där sexåriga Hushpuppy bor tillsammans med sin sjuklige och hetlevrade far Wink. Hushpuppy har sitt eget hus en liten bit från pappas. Barnen i skolan lär sig av Fröken Batsheba om naturen och hur de förhistoriska uroxarna genom isavsmältningen kommer lösa från de glaciärer där de legat infrusna.
Hemma får Hushpuppy klara sig själv när pappa en dag försvinner. När han kommer tillbaka, har han på sig vita sjukhuskläder och ett ID-band runt armen. Efter ett gräl mellan de två sätter Hushpuppy eld på sitt hus. Därefter jagar de varandra, och efter att Wink sjunkit ihop efter ett slag från Hushpuppy, förstår hon hur sjuk han är. Hon springer efter hjälp, men när hon kommer tillbaka, är han försvunnen.
Samtidigt, uppe i Arktis, börjar ismassor med infrusna uroxar glida ut i havet.
Inför den annalkande stormen börjar Badkarets invånare bege sig till säkrare mark. Wink dyker åter upp, och efter att han funnit Hushpuppy barrikaderar han de båda inuti hans hus. I ett försök att få dottern att må lite bättre springer han ut och skjuter mot molnen med ett gevär.

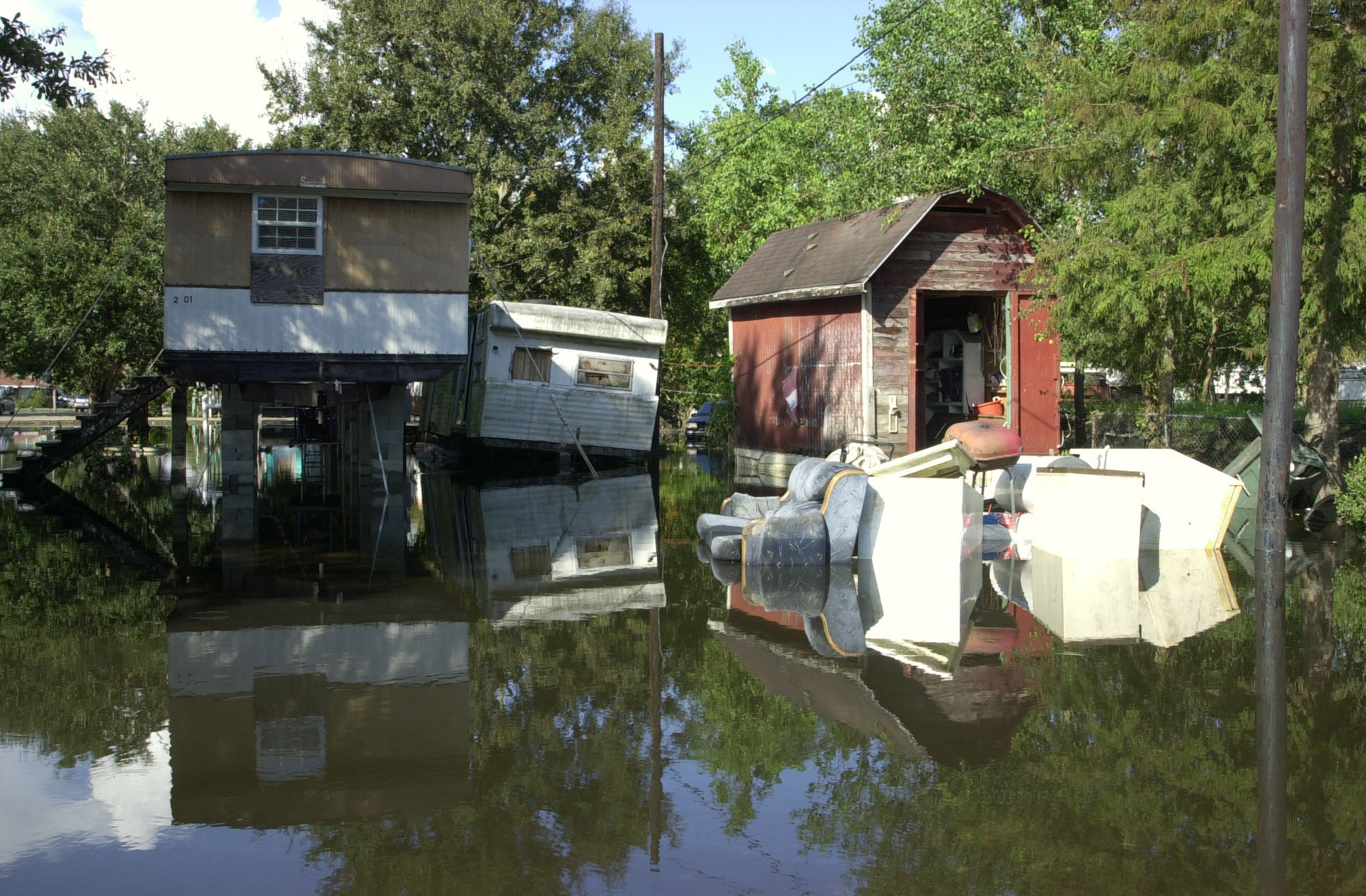
En dag drabbar den stora översvämningen området där Hushpuppy och hennes pappa bor. Filmen spelades in i Terrebonne Parish i sydligaste Louisiana.

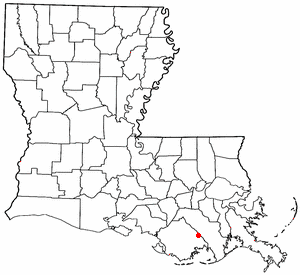
Inspelningsområdet i orten Montegut ligger i nära anslutning till Mexikanska golfen.

Nästa dag vaknar de båda. De beger sig med sin hemsnickrade båt (gjord av en halv pickup och en utombordsmotor) ut för att beskåda förödelsen och ta reda på vilka av Badkarets invånare som fortfarande är vid liv. De överlevande samlas till en fest och börjar planera ett återuppbyggande av sitt samhälle. Allt saltvatten som översvämmat området leder dock till att både djur och växter börjar dö, och Wink kläcker en plan om att leda bort vattnet genom att spränga vallen.
En liten grupp aktivister ledda av Wink placerar dynamit i vallen, med hjälp av en uppstoppad alligatorbengädda, varvid vattnet börjar sjunka undan. Sprängningen har dock fått myndigheterna att vakna, och man beordrar allmän utrymning av området och placerar Badkarets invånare i en nödbostad. De evakuerade får riktiga kläder, och Hushpuppy syns för första gången i filmen i slätkammat hår. Dr. Maloney utför en operation på Wink, men denne återfår inte sin hälsa. Vid första bästa tillfälle rusar de frihetslängtande Badkarsborna ut och tillbaka hem.
Hushpuppy är medveten om faderns svåra sjukdom, så hon ger sig av för att försöka få tag på sin mor. Hon och hennes vänner simmar till en båt, som tar med dem till den flytande baren/nattklubben the Elysian Fields (engelska för Elyseiska fälten). Där träffar Hushpuppy en kvinna som ser ut att kunna vara hennes mor. Kvinnan säger att hon kan stanna om hon vill, men Hushpuppy förklarar att hon måste hem igen.
Hushpuppy och hennes vänner återvänder hem, och där stöter hon på de uroxar som sluppit lösa ur isens våld (och på något märkligt sätt återfått livet). När uroxarna väl gått sin väg återvänder Hushpuppy hem. Hon säger där ett sista farväl till den döende Wink, alltmedan hon lyssnar till hans sista hjärtslag. Enligt hans sista vilja tänder hon eld på eldbegängelsebålet med hans döda kropp och står sedan och ser på, tillsammans med de invånare som är kvar i Badkaret.

## Rollista (i urval)
- Quvenzhané Wallis – Hushpuppy (även som berättarröst)
- Dwight Henry – Wink
- Levy Easterly – Jean Battiste
- Gina Montana – Miss Bathsheba
- Lowell Landes – Walrus
- Jonshel Alexander – Joy Strong
- Marilyn Barbarin – Kabarésångerska

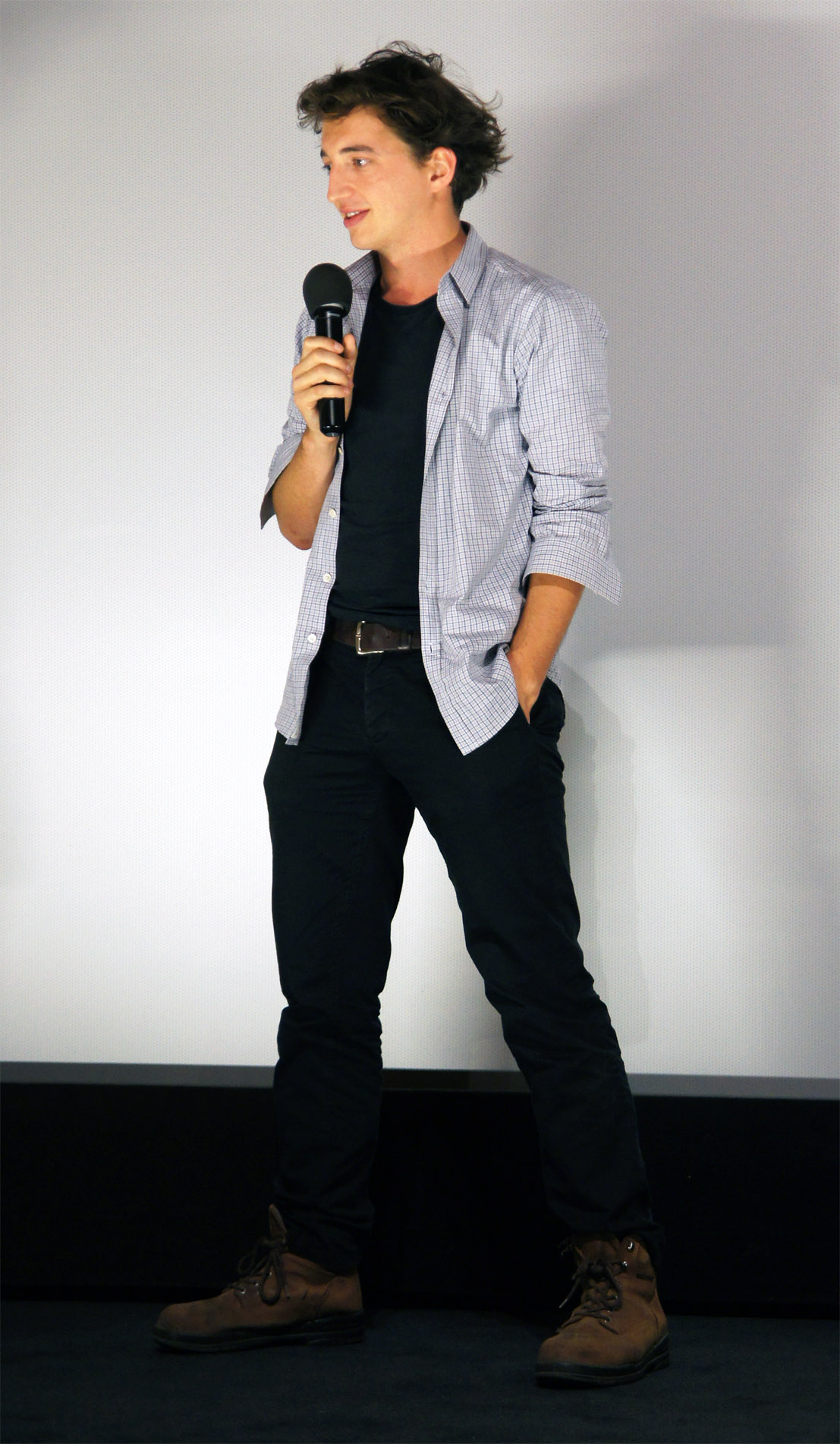
Regissören Benh Zeitlin vid 2012 års filmfestival i Berlin.

- Kaliana Brower – T-Lou
- Nicholas Clark – Sticks
- Henry D. Coleman – Peter T
- Philip Lawrence – Dr. Maloney

## Produktion och distribution
Filmen spelades in staden Montegut i Terrebonne Parish i Louisiana. Den fiktiva ön i filmen, "Isle de Charles Doucet" och bekant för filmens rollfigurer som "Badkaret", var inspirerad av flera isolerade fiskelägen i trakten. Dessa hotas av erosion, orkaner och stigande havsnivåer. Den konkreta förlagan till "Badkaret", Isle de Jean Charles, ligger utanför de invallningar som skyddar andra kustområden från översvämningar. Därigenom avsätts inte längre sediment från Mississippis tidigare återkommande översvämningar, vilket leder till att Isle de Jean Charles och andra områden i kustbandet långsamt sjunker ner i havet genom havets erosion.
Inspelningen av filmen gjordes på 16-millimetersfilm, och regissören Benh Zeitlin ledde produktionen med hjälp av en liten grupp yrkesfolk (filmkollektivet "Court 13") kompletterat med ett stort antal personer boende i eller kring den lilla staden Montegut. Vid 2010 års rollbesättning av filmen imponerades filmarna av den då knappt 6 år gamla Quvezhané Wallis, som ljög om sin ålder för att passa in i det sökta åldersspannet på huvudrollsinnehavaren på 6–9 år. Femåringen kunde både läsa, ge ifrån sitt ett genomträngande skrik och rapa på beställning; båda de senare talangerna kom till nytta under filminspelningen.
Dwight Henry, som i filmen spelar "Hushpuppys" pappa "Wink", ägde ett konditori (Henry's Bakery and Deli) i Montegut. Det låg rätt över gatan från där filmteamet från Court 13 hade installerat sig. Filmarna åt ofta frukost eller lunch hos Henry's, och så småningom blev han och filmteamet bekanta. Filmtteamet delade ut flygblad där de sökte folk som kunde ställa upp som skådespelare, vilket till slut ledde till att den här amatörskådespelaren blev utvald till rollen som "Wink".

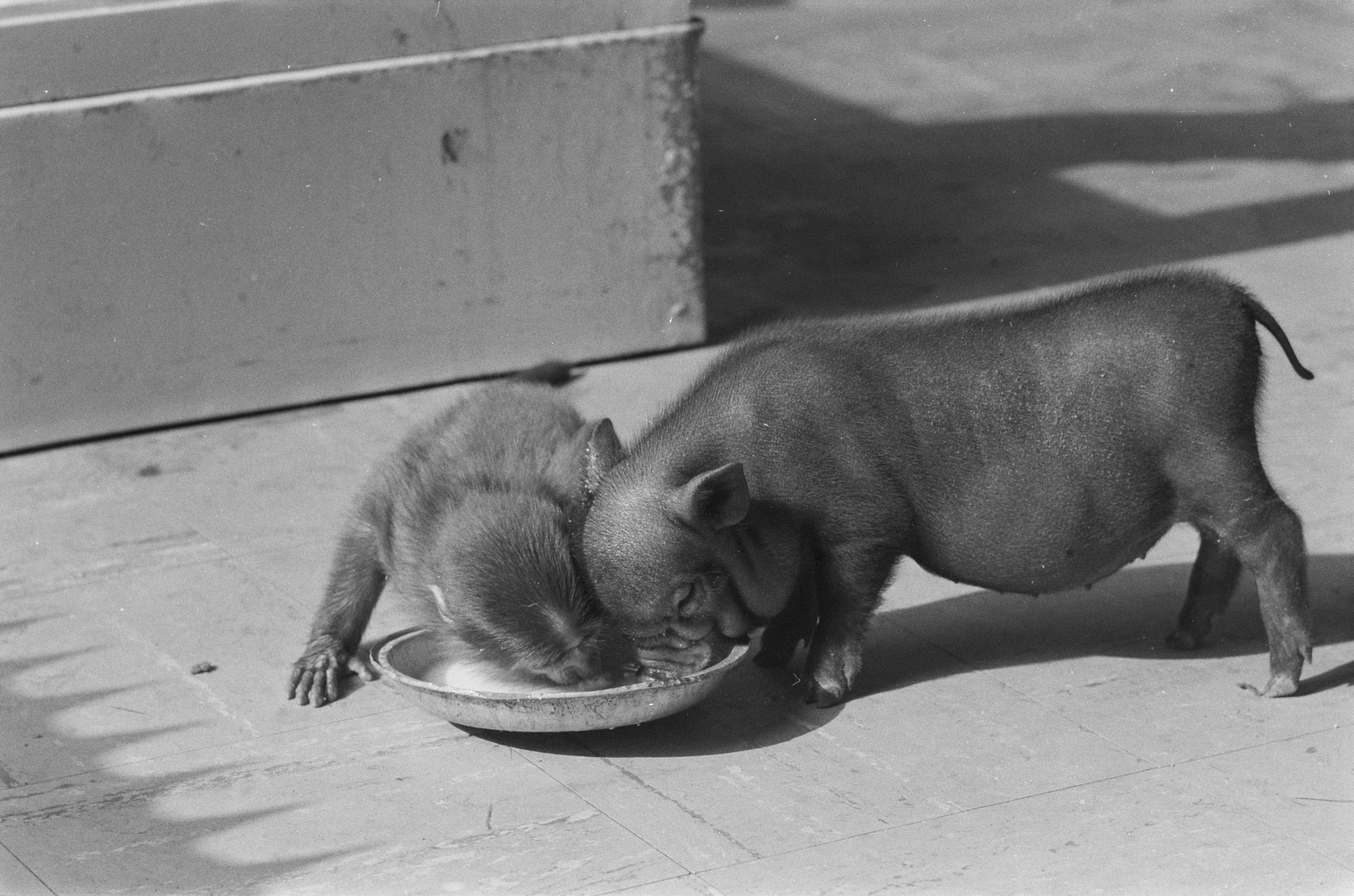
Filmens "uroxar" spelades av maskerade kultingar av vietnamesiska hängbukssvin.

Filmens "uroxar" är stora varelser av närmast elefantstorlek, mest påminnande om enorma vildsvin med två spjutliknande horn i pannan. I en dokumentär som beledsagat DVD-versioner av filmen förklaras hur filmteamet lärt upp kultingar av vietnamesiska hängbukssvin att bära mask och hur man byggt upp stadskulisser i miniformat för dessa "uroxar" att storma genom.

## Mottagande
Filmen uppmärksammades i samband med att både president Barack Obama och Oprah Winfrey rekommenderade filmen.
Av filmkritikerna (i USA) har Beast of the Southern Wild mestadels fått höga betyg. De 44 recensionerna som samlades in hos Metacritic renderade ett snittbetyg på 86/100. Den snarlika recensionstjänsten Rotten Tomatoes gav även den en motsvarande bedömning, med 86% (baserat på 182 recensioner). Samlingsbedömningen hos Rotten Tomatoes var "Beasts of the Southern Wild är en fantastisk, känslomässigt kraftmättad resa och ett bra exempel på ett filmskapande som värderar fantasi högre än pengar." Svenska Dagbladets recensent ansåg att filmen var en fruktansvärt vacker film och en sällsynt bra berättelse baserad på människans drömmar och rädslor. Recensenten menade också att Beasts of the Southern Wild är "en uppväxtfilm matad med ett barns magiska realism.
Beasts of the Southern Wild vann Caméra d'Or vid 2012 års Cannesfestival.